# Horst Fügner
Horst Fügner (Chemnitz, 11 maart 1923 – aldaar, 22 november 2014) was een motorcoureur uit Duitsland. Hij werd in 1954 fabrieksrijder van de Volkseigener Betrieb Motorradwerk Zschopau.
Het Motorradwerk Zschopau (MZ) was na de Tweede Wereldoorlog ontstaan uit de voormalige fabriek van DKW. Het maakte deel uit van het Industrieverband Fahrzeugbau, dat onder regie van het Sovjet-bestuur SMAD motorfietsen produceerde. Vanwege de lage productiekosten richtten de Oostbloklanden zich voornamelijk op tweetaktmotoren en juist in Zschopau werkten specialisten op dat gebied, zoals Walter Kaaden.

## Carrière
In de jaren vijftig werden alle klassen in het wereldkampioenschap wegrace gedomineerd door viertaktmotoren, maar in het kampioenschap van de DDR had men daar geen last van. Horst Fügner reed zijn 250cc-MZ naar het kampioenschap van de DDR in 1955, 1956 en 1958.
In 1953, toen de machines nog onder de naam "IFA" werden ingezet, won hij al een 125cc-race op de Sachsenring in de DDR.
Al in 1954 ondernam hij zijn eerste buitenlandse reizen. Hij won de 125cc-klasse van de Feldbergrennen in West-Duitsland. In eigen land won hij de Halle-Saale-Schleifen-Rennen. Hij debuteerde ook in het wereldkampioenschap wegrace met een achtste plaats in de Duitse Grand Prix.
In 1955 won hij met de IFA RT 125 de Eifelrennen, de Halle-Saale-Schleifen-Rennen, Rund um Schotten en de Schleizer Dreieckrennen.
In 1956 won hij opnieuw de Halle-Saale-Schleifen-Rennen.

### 1957
In het seizoen 1957 nam MZ voor het eerst deel aan het wereldkampioenschap wegrace. Het stuurde Horst Fügner en Ernst Degner naar de Hockenheimring, waar Fügner met de MZ RE 125 vierde werd. Degner werd zesde. 

### 1958
In het seizoen 1958 zette MZ in op een volledig WK-seizoen, met Horst Fügner en Ernst Degner in alle 125cc-races. MZ zette dus vooral in op de 250cc-races en nam niet deel aan de 250cc-race van de TT van Man. Daar werden Degner en Fügner vijfde en zesde in de 125cc-klasse. In de TT van Assen werd Fügner in beide klassen achtste. In de GP van België werd hij in de 125cc-race zevende. In de Duitse Grand Prix werd Fügner tweede in de 250cc-race, nadat MV Agusta-rijder Carlo Ubbiali was uitgevallen. De Nordschleife leek gunstig voor tweetaktmotoren, want Dieter Falk werd met zijn Adler MB 250 RS derde. In de 125cc-race werd Fügner vierde achter Ernst Degner. In de GP van Zweden scoorde Fügner zijn enige overwinning. Hij profiteerde van pech van Tarquinio Provini en won de 250cc-race. In de 125cc-race werd hij zesde. Fügner stond nu op de tweede plaats in de 250cc-WK-stand, één punt voor Mike Hailwood met de NSU. In de 250cc-Ulster Grand Prix werd Fügner slechts vijfde, maar zijn concurrenten Hailwood en Ubbiali scoorden geen punten. Ook in de 125cc-race werd hij vijfde. Hij sloot het seizoen af als tweede in de 250cc-stand en negende in de 125cc-stand. Hij won in dit jaar ook de 250cc-Grand Prix van de DDR, die niet meetelde voor het wereldkampioenschap.
Hoewel DKW al in 1953 met tweetakten in de 350 cc klasse was aangetreden, was het instappen van MZ met de nieuwe expansie-uitlaat een eerste teken aan de wand dat tweetaktmotoren een toekomst in de wegrace hadden. Deze techniek was uitgevonden door Kurt Kampf in de DKW-tijd, maar door Walter Kaaden doorontwikkeld. 

### 1959
In het seizoen 1959 werd hij in de 250cc-race van de Duitse Grand Prix derde achter Carlo Ubbiali (MV Agusta) en Emiglio Mendogni (Moto Morini). Hij haalde ook in de TT van Assen twee punten en eindigde als negende in het kampioenschap. In de 125-klasse werd hij tiende, onder andere door een vierde plaats in de Ultra-Lightweight TT, die op de Clypse Course op het eiland Man werd verreden. Hij nam in dat jaar ook deel aan de 250cc-Lightweight TT, maar viel uit. Na een zware val op het Circuit Spa-Francorchamps beëindigde hij zijn carrière. Hij had in dit jaar ook de GP van Oostenrijk gewonnen, die niet meetelde voor het wereldkampioenschap.

## Trivia
Geintje: Horst Fügner viel in 1954 uit vlak onder de omroeptoren van de Sachsenring, waar zijn vriend Gregor omroeper was. Gregor vroeg hem wat er aan de hand was. Fügner had een fijne race gereden, was vrolijk en antwoordde: "Ventilschaden!" (kapotte klep). Dat riep Gregor ook om: "Horst Fügner uitgevallen met een kapotte klep". Maar de tweetakt MZ had helemaal geen kleppen.

## Wereldkampioenschap wegrace resultaten
| Jaar | Klasse | Team | Motorfiets | 1     | 2       | 3     | 4     | 5     | 6     | 7     | 8     | 9     | Punten | Plaats | Overwinningen |                                           | Wereldkampioen |
| ---- | ------ | ---- | ---------- | ----- | ------- | ----- | ----- | ----- | ----- | ----- | ----- | ----- | ------ | ------ | ------------- | ----------------------------------------- | -------------- |
| 1954 | 125 cc | IFA  | IFA RT 125 |       | IOM -   | ULS - |       | NED - | DUI 8 |       | NAT - | SPA - | 0      | -      | 0             | Rupert Hollaus (†), NSU Rennfox           |                |
| 1957 | 125 cc | MZ   | MZ RE 125  | DUI 4 | IOM -   | NED - | BEL - | ULS - | NAT - |       |       |       | 3      | 9e     | 0             | Tarquinio Provini, Mondial 125 Bialbero   |                |
| 1958 | 125 cc | MZ   | MZ RE 125  | IOM 6 | NED 8   | BEL 7 | DUI 4 | ZWE 6 | ULS 5 | NAT 7 |       |       | 7      | 9e     | 0             | Carlo Ubbiali, MV Agusta 125 Bialbero     |                |
| 1958 | 250 cc | MZ   | MZ RE 250  | IOM - | NED 8   | BEL - | DUI 2 | ZWE 1 | ULS 5 | NAT - |       |       | 16     | 2e     | 1             | Tarquinio Provini, MV Agusta 250 Bialbero |                |
| 1959 | 125 cc | MZ   | MZ RE 125  | FRA - | IOM 4   | DUI - | NED 4 | BEL - | ZWE - | ULS - | NAT - |       | 6      | 10e    | 0             | Carlo Ubbiali, MV Agusta 125 Bialbero     |                |
| 1959 | 250 cc | MZ   | MZ RE 250  | FRA - | IOM DNF | DUI 3 | NED 5 | BEL - | ZWE - | ULS - | NAT - |       | 6      | 9e     | 0             | Carlo Ubbiali, MV Agusta 250 Bicilindrica |                |